# Wojna światów (powieść)
Wojna światów (tyt. oryg. The War of the Worlds) – powieść z gatunku science fiction autorstwa Herberta George’a Wellsa wydana po raz pierwszy w 1898 roku. Pierwsze polskie wydanie ukazało się w 1899 r., nakładem Gazety Polskiej, w tłumaczeniu Marii Wentz’l. Wielokrotnie wznawiana w tłumaczeniu Henryka Józefowicza, wydanym po raz pierwszy w 1958 r., w serii Klub Srebrnego Klucza, nakładem wydawnictwa Iskry.
Książka uważana jest za jedną z najważniejszych w historii światowej literatury fantastycznej. Należy do kanonu gatunku i na wiele lat wprowadziła fantastykę na tory apokaliptycznych wizji przyszłości. Powieść przedstawia inwazję Marsjan na Ziemię. Przybysze chcą  opanować Ziemię, a ludzie stanowić mają dla nich źródło pożywienia. Wells opisał w swojej wizji różne postawy społeczne przejawiane przez ludzi w obliczu globalnego zagrożenia.
Powieść jest interpretowana w różnoraki sposób, m.in. jako komentarz do teorii ewolucji, kolonializmu, imperializmu, Brytyjskiego Królestwa, a ogólnie jako próba skomentowania wiktoriańskich lęków i uprzedzeń. Według Michela Butora jest pierwszą powieścią, która temat tzw. niespodziewanych gości, czyli jednego z trzech głównych tematów literatury fantastyczno-naukowej.

## Fabuła

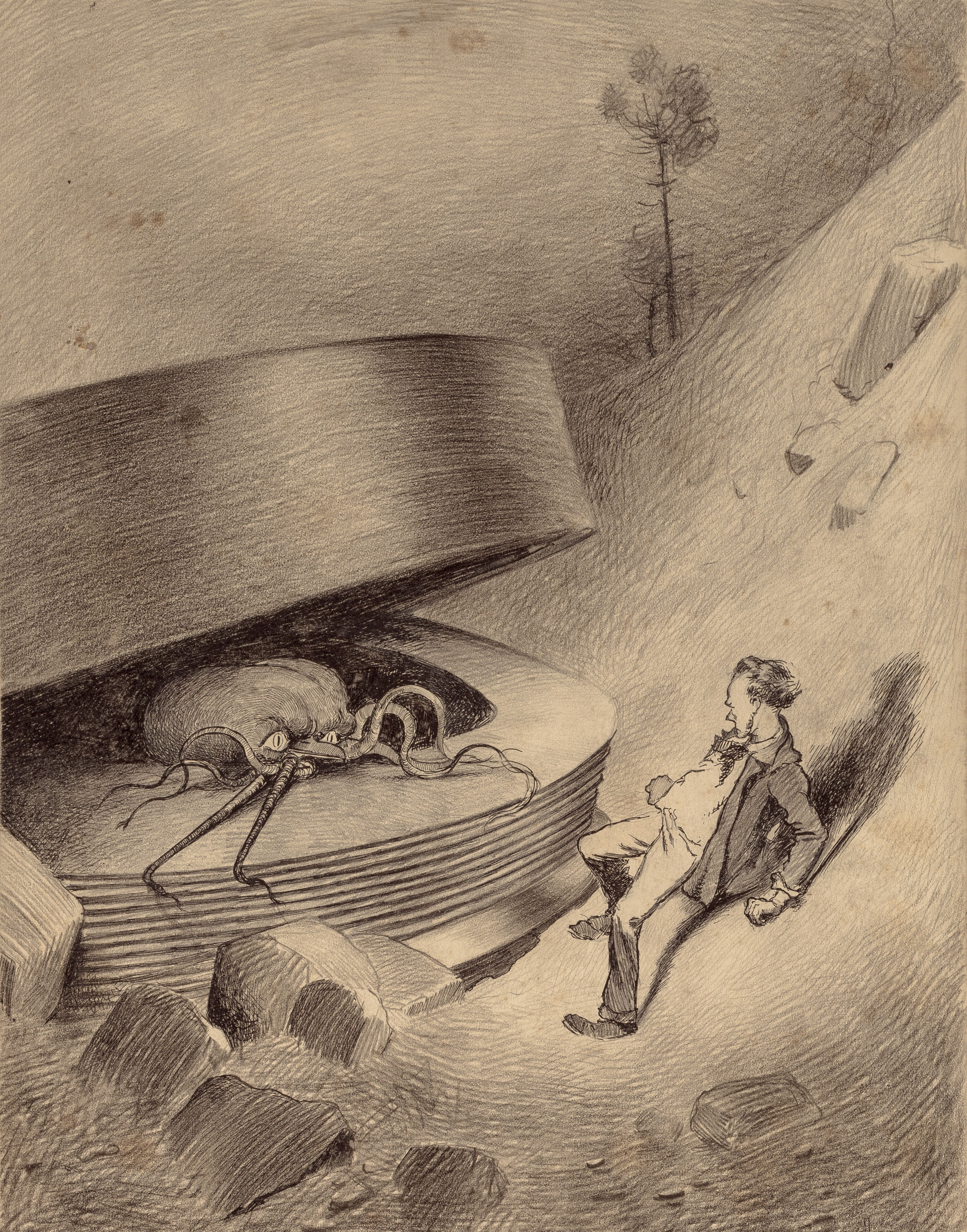
Marsjanin wychodzi ze statku kosmicznego.

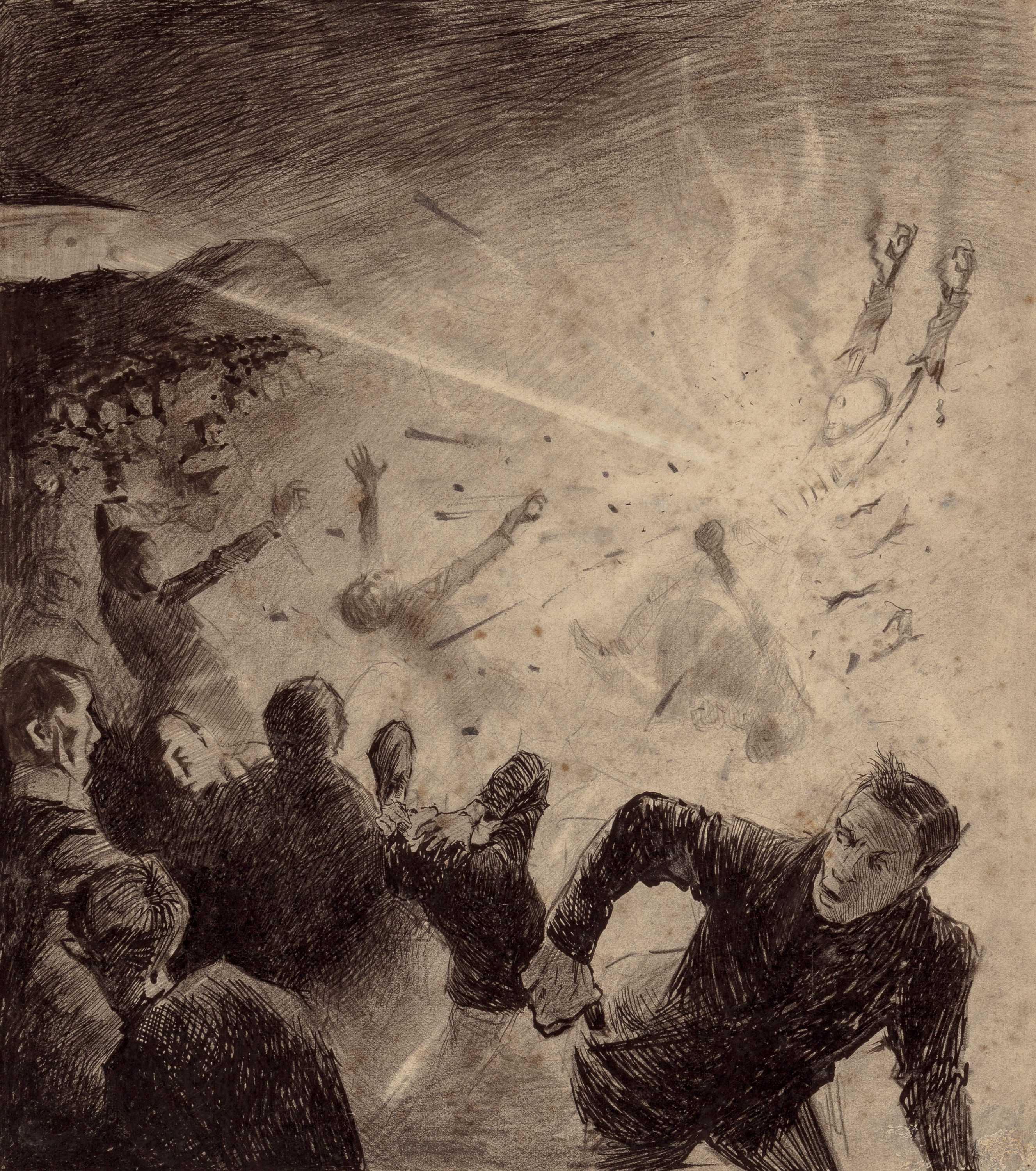
Marsjanie strzelają do ludzi "snopem gorąca".

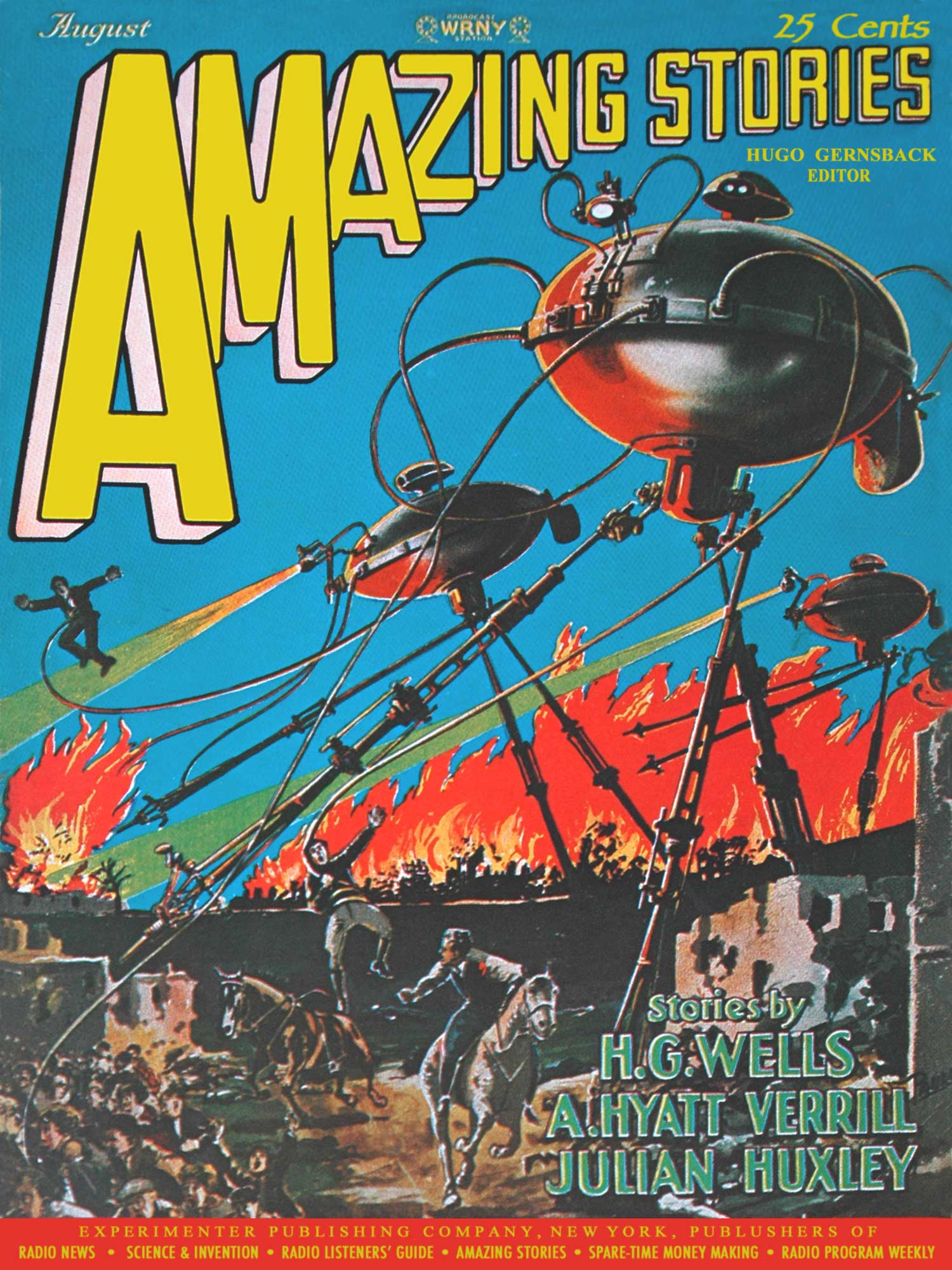
Okładka magazynu Amazing Stories z sierpnia 1927 roku z ilustracją Franka R. Paula nawiązującą do treści powieści.

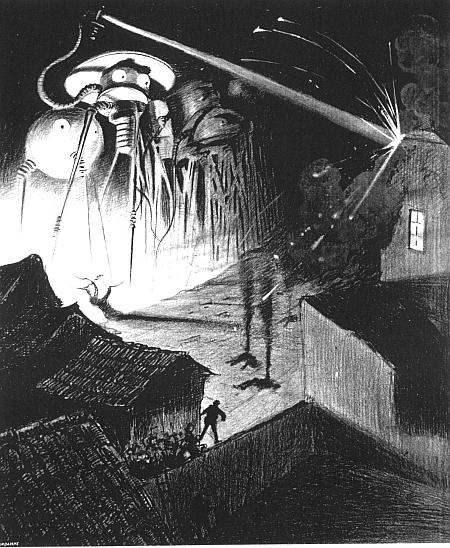
Marsjanie niszczą domy "snopem gorąca".

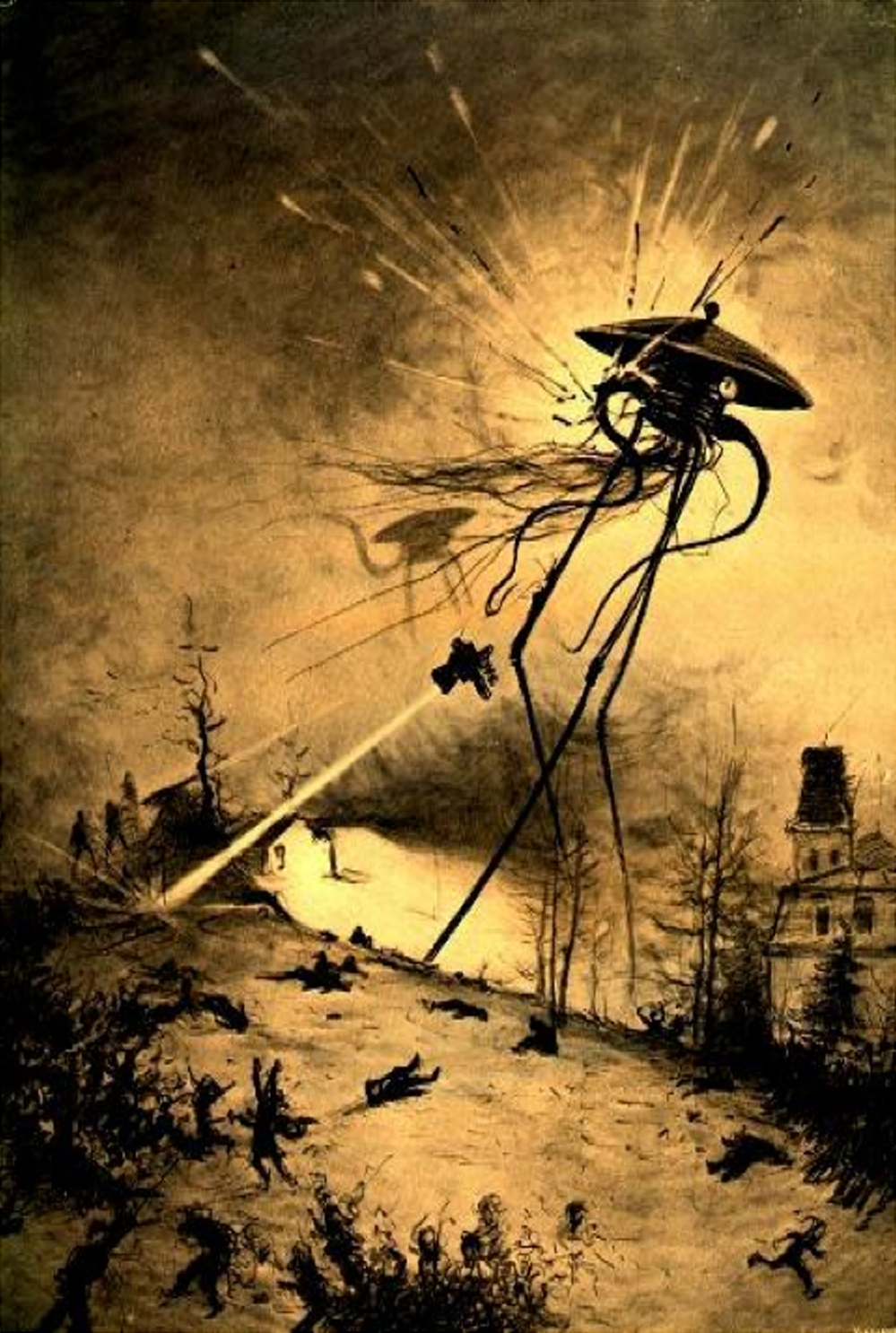
Uszkodzenie maszyny Marsjan przez ziemską artylerię.

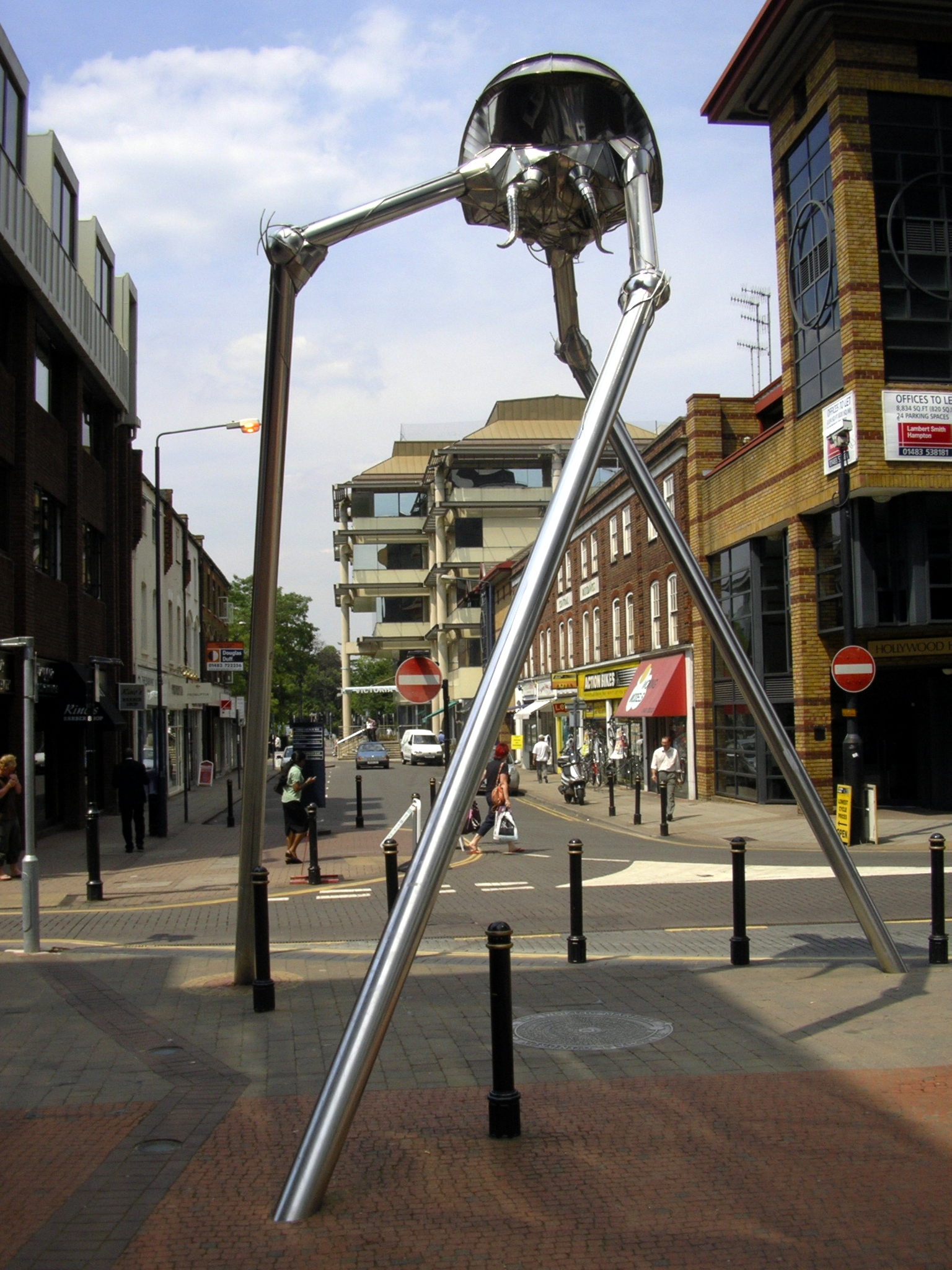
Statua przedstawiająca trójnożną maszynę bojową Marsjan, Woking, Anglia.

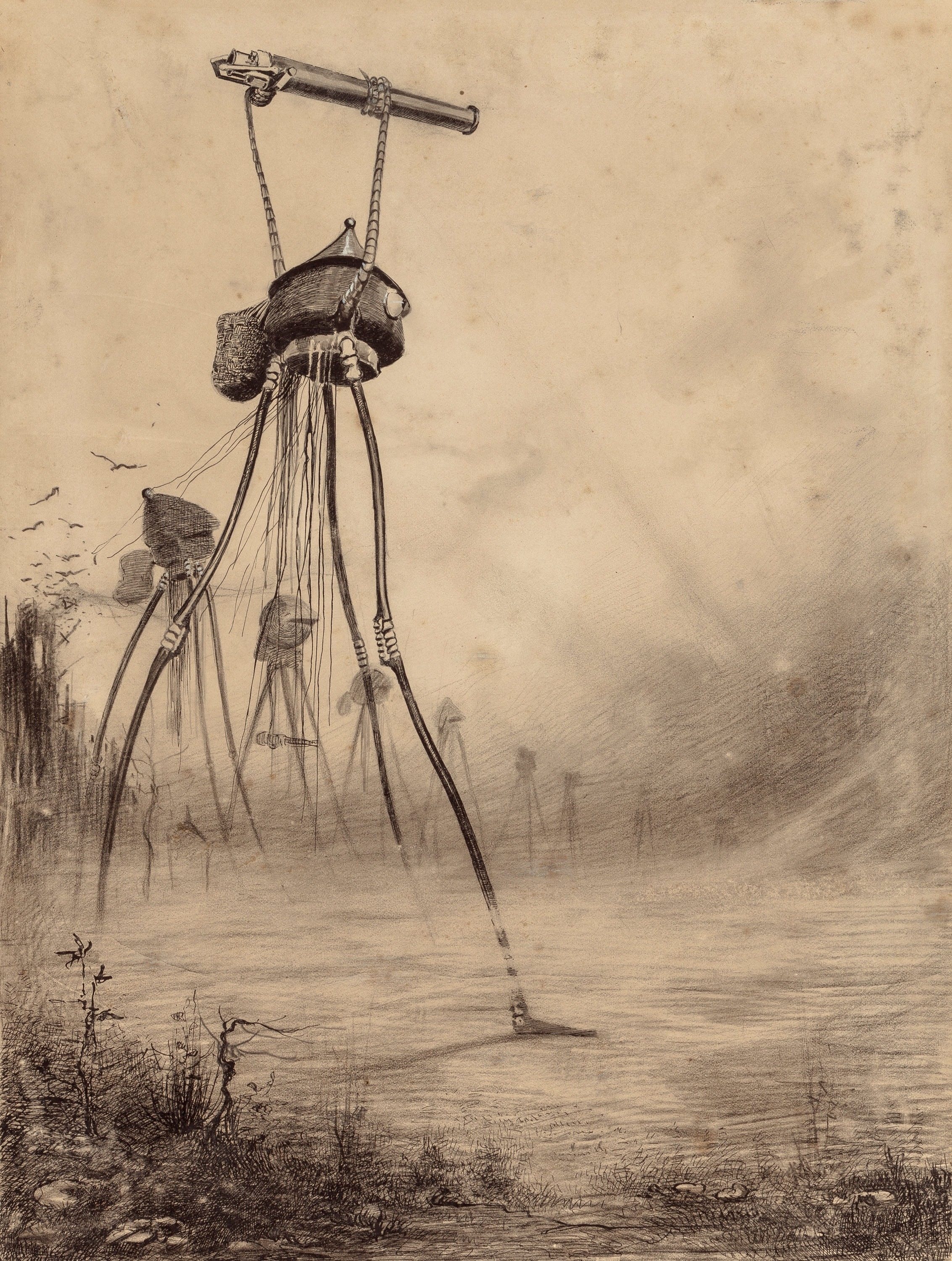
Marsjanie rozpylają trujący gaz.

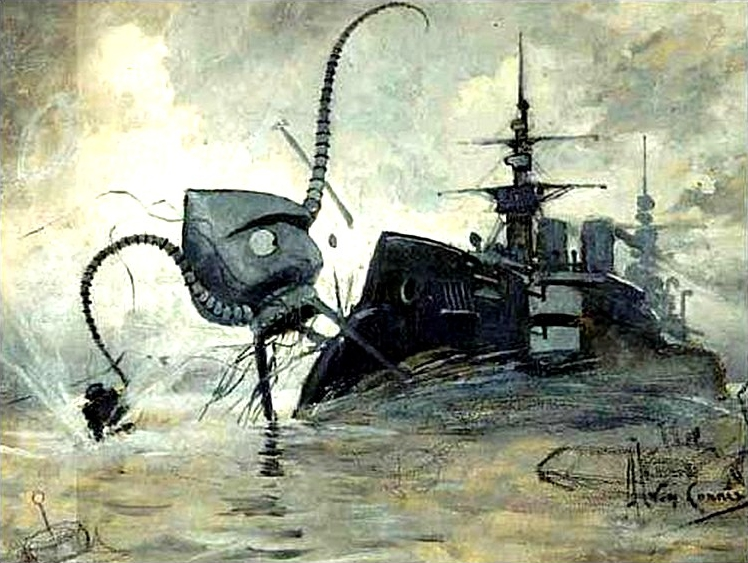
Walka okrętu z marsjańską maszyną.

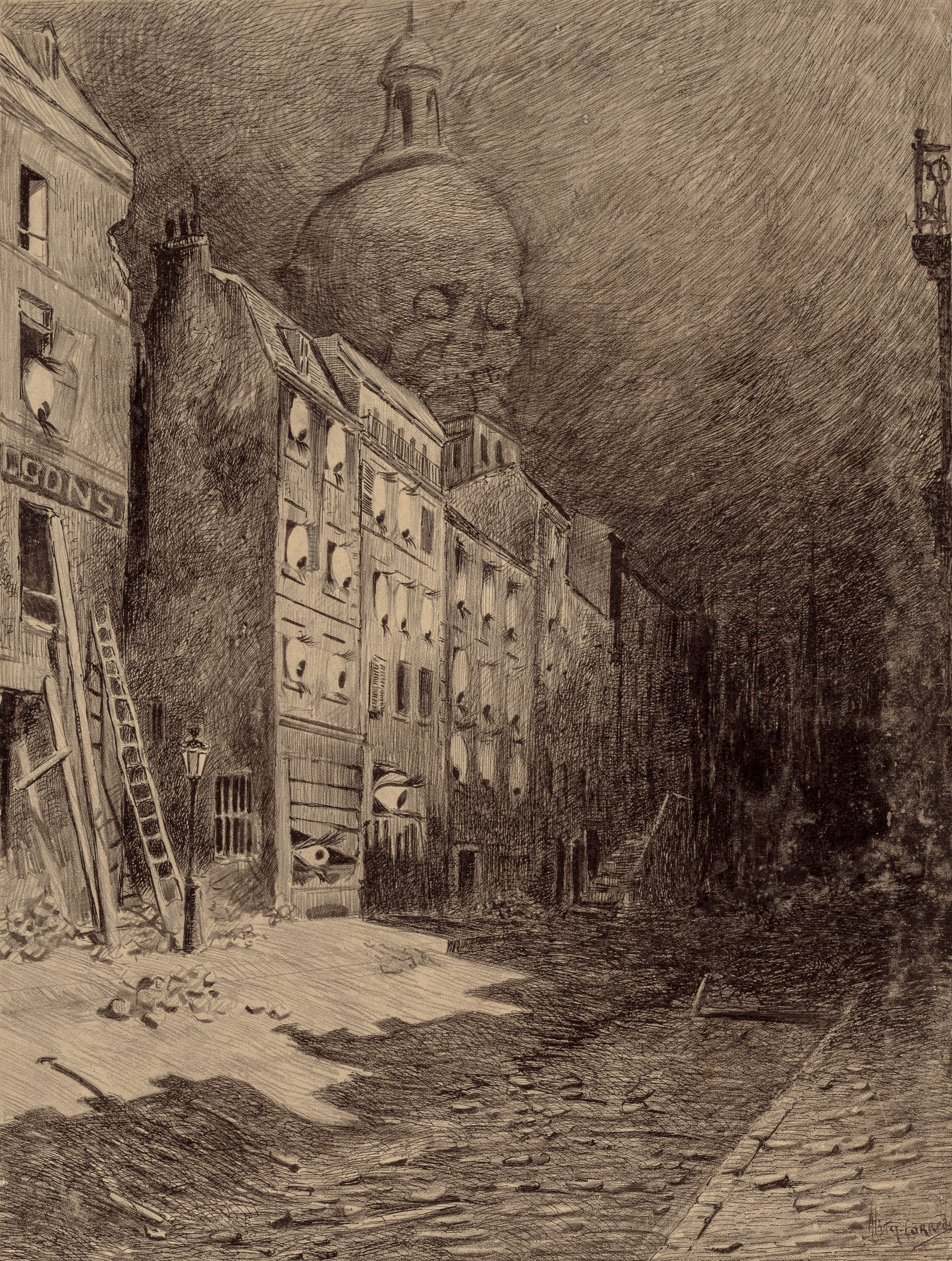
Londyn pod władzą Marsjan.

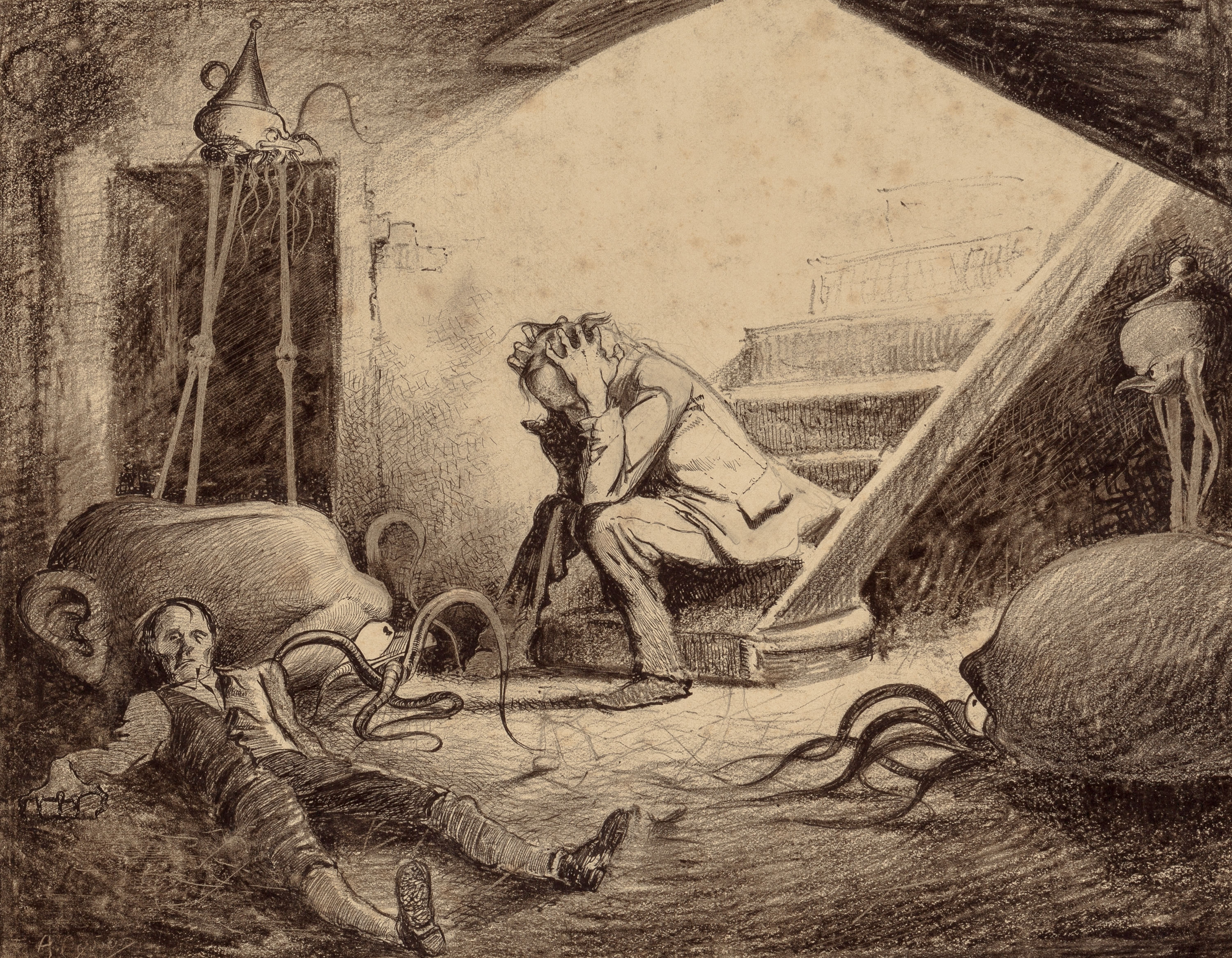
Bohater powieści w piwnicy zrujnowanego domu w Londynie.

Jest koniec XIX wieku, schyłek epoki wiktoriańskiej. Narrator, nieznany z imienia pisarz i filozof, mieszka w miasteczku Woking w południowej Anglii. Tam właśnie spada niezwykły meteor, który wkrótce okazuje się statkiem kosmicznym, wysłanym z Marsa. Przybysze od początku są wrogo nastawieni do gospodarzy, pokojowo nastawioną delegację zabijają, rażąc „snopem gorąca”. Niszczą także całą okolicę. Wkrótce przylatują następne walce, a Marsjanie przystępują do złamania oporu Ziemian. Czynią to przy pomocy trzydziestometrowych trójnożnych machin bojowych, przenoszących emitery „snopa gorąca”, a później także wyrzutni pocisków zawierających śmiertelnie trujący „czarny dym”. Opór wojsk angielskich jest z łatwością przełamywany, artylerii udaje się zniszczyć tylko jedną z maszyn, druga zostaje zniszczona przez artylerię pokładową okrętu wojennego, zaś trzecia ulega destrukcji staranowana przez niesiony rozpędem zniszczony okręt wojenny. Stopniowo opór zamiera, a przybysze zajmują południowo-wschodnią Anglię. Ich następnym celem jest Londyn, wówczas największe miasto świata. Ludność reaguje paniką, drogi pełne są uciekinierów, bezładnie zmierzających byle dalej od śmiercionośnych machin. Normą są zachowania aspołeczne, kradzieże, przemoc, powoli zaczyna dawać się we znaki głód. Narrator, odwiózłszy żonę na bezpieczną, zdaje się, prowincję, sam śledzi przebieg wydarzeń. On, lub pojawiający się we wspomnieniach jego brat, są świadkami stopniowego podboju Anglii przez Marsjan.
Narrator zostaje niespodziewanie unieruchomiony w niewielkim domku przez spadły w sąsiedztwie kolejny walec, zmuszony jest spędzić tam następne dwa tygodnie, za towarzysza mając spotkanego przygodnie ograniczonego wikarego. Przymusowe więzienie daje się mężczyznom we znaki, zwłaszcza że mają małe zapasy, a wzajemne towarzystwo zdaje się tylko działać im na nerwy. Za to narrator ma niepowtarzalną okazję obserwować przybyszów z bliska, samemu nie będąc wykrytym. Dokładnie przygląda się samym Marsjanom, ich machinom, a także okrutnym praktykom, bowiem przybysze, jak się okazuje, odżywiają się krwią złapanych ludzi (przy czym zaznaczyć należy, że narrator – co do zasady – nie potępia Marsjan za takie zachowanie, stwierdzając, że także zwierzęta roślinożerne, jeśli miałyby odpowiedni poziom świadomości, byłyby zszokowane okrucieństwem ludzi, zabijających i zjadających mięso przedstawicieli innych gatunków). W końcu odchodzący od zmysłów wikary wdaje się w walkę z narratorem, czym ściąga na siebie uwagę Marsjan i wpada w ich ręce, narratorowi zaś udaje się ukryć i pozostaje szczęśliwie niezauważony. Po dwóch kolejnych dniach głód wygania go na zewnątrz, na szczęście Marsjan już nie ma w okolicy. Podróżując w stronę Londynu, spotyka poznanego wcześniej żołnierza, który snuje wizje stworzenia podziemnego państwa ludzi pod nieuchronnym panowaniem wszechmocnych Marsjan. Londyn jest opustoszały, na pustych ulicach spotkać można tylko trupy ludzi i zwierząt, sklepy i domy są ograbione, autor z trudnością znajduje pożywienie. Następnego dnia jednak niespodziewanie staje się świadkiem śmierci Marsjan i upadku wszystkiego, co ze sobą przywieźli. Pogromcami nieziemskich najeźdźców okazują się ziemskie bakterie, czyniące spustoszenie w nieprzywykłych organizmach. Narrator wraca na wieś, gdzie spotyka ocalałą żonę. Powoli cywilizacja ziemska wraca do normalnego funkcjonowania.
Powieść, wyprzedzająca swoje czasy, po raz pierwszy ukazała wizję apokaliptycznej zagłady ludzkości, zmieniając optymistyczną do tej pory wczesną literaturę fantastycznonaukową. Także pokazane tu wynalazki zadziwiająco sprawdziły się w przyszłości, „snop gorąca” przypomina dzisiejszy laser, choć temu wciąż daleko do powszechnych zastosowań militarnych, za to za niecałe dwadzieścia lat, na polach I wojny światowej miała się ziścić wizja „czarnego dymu”: trujących gazów bojowych.
Hołdem oddanym powieści jest zbiór opowiadań Echa Wojny światów, przedstawiających fikcyjne epizody z życia znanych osób (Jack London, Pablo Picasso, Juliusz Verne, Joseph Conrad, Albert Einstein) w zderzeniu z inwazją Marsjan.

## Adaptacje filmowe
- Wojna światów – film z 1953 roku
- Wojna światów – film z 2005 roku w reżyserii Stevena Spielberga
- Wojna światów – film z 2005 roku w reżyserii Davida Michaela Latta
- Wojna światów – film z 2005 roku w reżyserii Timothy’ego Hinesa
- Wojna światów – miniserial z 2019 roku w reżyserii Craig'a Viveirosa[3]
- Wojna światów – miniserial z 2019 roku w reżyserii Richarda Clarka i Gilles’a Couliera[4]

## Adaptacje muzyczne
- Jeff Wayne’s Musical Version of The War of the Worlds – album wydany w 1978 roku przez Jeffa Wayne’a
- Michael Romeo "War of the Worlds pt.I & II" – albumy inspirowane powieścią, części wydane kolejno w latach 2018 i 2022.